# کارل فرایدی
کارل فرایدی (انگلیسی: Karl Friday؛ زادهٔ ۱ ژانویهٔ ۱۹۵۷) مورخ و ژاپن‌شناس آمریکایی است.
فرایدی در سال ۱۹۷۹ مدرک لیسانس زبان ژاپنی را در دانشگاه کانزاس گرفت و پس از آن در سال ۱۹۸۳ مدرک کارشناسی ارشد خود را در زبان و فرهنگ آسیای شرقی از همان مؤسسه دریافت کرد. سپس برای ادامه تحصیل به دانشگاه استنفورد رفت. تحصیلات تکمیلی در رشته تاریخ، اخذ مدرک کارشناسی ارشد هنر در سال ۱۹۸۶ و پس از آن دکترا در سال ۱۹۸۹ ادامه داد. فرایدی کار تدریس خود را به عنوان استادیار در دانشگاه سن دیگو آغاز کرد.